# 司马长安
司马长安（?—?），长平郡（郡治丹川县，今山西省晋城市东北三十里高都镇）人，隋末民变河东起义领袖。
隋炀帝大业十年（614年）十一月己酉，长平郡豪帅司马长安攻破长平郡城（丹川县）。大业十一年（615年）三月（一作五月）癸卯，司马长安攻破西河郡城（郡治隰城县，今山西省汾阳县）。